# VT100
O VT100 foi o primeiro terminal da DEC a incorporar um microprocessador-padrão, o Intel 8080. Foi também um dos primeiros terminais a utilizar seqüências de escape ANSI e tornou-se um paradigma de facto para emuladores de terminal.
A partir de 1982, a DEC passou a disponibilizar uma placa de expansão, que permitia transformar o terminal num computador pessoal CP/M (o DEC VT-180).

## Especificações
- UCP: Intel 8080 de 8 bits
- ROM: 8 KiB
- RAM: 3 KiB
- Teclado: mecânico, 83 teclas, teclado numérico reduzido
- Monitor de vídeo: 12" monocromático, apenas texto (80×24 linhas ou 14×132 linhas)
- Portas: 1 porta serial, 1 porta paralela, 1 conector para monitor de vídeo externo